# Дружба народов (ГЭС)
ГЭС «Дружба народов» (Дрисвятская ГЭС) — бывшая малая гидроэлектростанция в Браславском районе Витебской области. Расположена на реке Прорве между озёрами Ставок и Оболе.
21 ноября 1951 года в деревне Дрисвяты прошло собрание представителей трёх соседних колхозов:  имени Молотова Видзовского района БССР, имени Мицкевича Дукштаского района ЛитССР и имени Свердлова Гривского района ЛатССР, на котором было принято решение о строительстве общими силами межколхозной ГЭС.

Закладка, ход строительства и торжественный пуск в эксплуатацию освещались советскими СМИ — от районных газет до центральной «Правды», а также в газетах некоторых других социалистических стран. Стройке посвящались стихотворения, поэмы, киноленты, даже оперетта (роман «Когда сливаются реки» Петруся Бровки, «Поэма братства» Эдуардаса Межелайтиса, оперетта «В стороны голубых озёр» Жилинского и другие произведения). Дрисвяты планировалась сделать образцовой деревней.
19 июля 1953 года состоялось торжественное открытие ГЭС «Дружба народов» в присутствии 20 тыс. человек и правительственных делегаций трёх союзных республик. Перед зданием ГЭС был установлен бронзовый памятник И.В. Сталину (который вскоре был демонтирован в порядке борьбы с культом личности).
В настоящее время ГЭС не эксплуатируется и сохраняется в законсервированном состоянии.